# Software Inc.
Software Inc. je videohra a podnikatelský simulátor od studia Coredumping, ve které se hráč ujímá technické společnosti. Hra byla předběžně vydána 1. května 2015 na platformu Microsoft Windows přes internetový obchod Steam a momentálně (březen 2024) se nachází v beta fázi.

## Hratelnost
Hra je simulátorem podnikání v odvětví softwaru a hardwaru; hráč soupeří s ostatními firmami na trhu, čehož může docílit hlavně vývojem a následným prodejem software, plnění zakázek pro ostatní firmy, působením na trhu s akciemi soupeřících firem nebo té vlastní a v novějších verzích také i vývojem a prodejem vlastních konzolí.
Hráč začíná s omezenými prostředky, které zpočátku získá prací pro ostatní společnosti; postupem času ale získává prostředky k expanzi firmy: najímá zaměstnance, buduje sídlo společnosti, zkoumá nové technologie a pracuje na marketingu. Hlavním aspektem hry je vývoj software (videohra, antivirus, audio editor apod.). Úspěšnost software určí úroveň marketingu a kvalita samotného software, který ovlivňuje kolik času na vývoj hráč vynaložil, velikost a zkušenost týmu a celková náročnost vývoje.

## Vývoj
Hra je momentálně ve fázi předběžného přístupu, a to konkrétně v beta verzi. Hra je pravidelně aktualizována společností Coredumping, která měla doposud pouze jednoho zaměstnance, tedy jejího zakladatele Kenneth Otto Larsen, avšak po ukončení alfa verze hry se společnost rozrostla o jednoho zaměstnance, Lasse, který momentálně pracuje na grafické stránce hry a tvoří 3D modely.